# Douglas TBD Devastator
Le TBD Devastator est un bombardier-torpilleur américain de la Marine des États-Unis construit par Douglas. Le TBD fut le premier appareil à aile basse de construction entièrement métallique à entrer en service dans la Navy. Il ouvrit une nouvelle ère en matière d'emploi de l'aviation au sein de l’US Navy au moment de son entrée en service avec la flotte en novembre 1937. Il était à ce moment un des avions les plus modernes du monde, mais il fut rapidement rattrapé par les progrès techniques.

## Conception
Commandé à l’origine le 30 juin 1934, le TBD Devastator entre alors en compétition avec le biplan Great Lakes XTBG-1 ainsi qu’avec l’hydravion à aile haute et deux flotteurs Hall XPTBH-2. Le premier s’avéra instable et ses performances médiocres tandis que l’emploi du second était limité aux bases situées près de la mer ou de plan d’eau.
Le prototype nommé XTBD-1 (qui reçoit l’identification Bu. No. 9720 de la Navy) effectue son vol inaugural le 15 avril 1935 à Santa Monica, en Californie avant d’être transféré à la Naval Air Station d’Anacostia, D.C. dès le 24 avril pour y commencer des tests de performances. Cet appareil est propulsé par un moteur Pratt & Whitney WR-1830-60 développant 800 ch à 2 100 m.
Un total de 12 pilotes sont affectés au projet : Lt.Cdr. A.M. Pride, Lt.Cdr. R.E. Jennings, Lt.Cdr. E.W. Litch, Lt.Cdr. T.S. Combs, Lt. W.V. Davis, Jr., Lt. D.S. Cornwell, Lt. J.M. Carson, Lt. C.B. Hutchins, Lt. C.H. Duerfeldt, de l’U.S. Navy et Mr. E.W. Rounds.
Des vols de familiarisation et des évaluations de performances sont conduits à Anacostia jusqu’au 13 juin avant d’être transféré à N.A.S. Norfolk, en Virginie pour des essais de routine et des vols de nuit. Le 17 juillet, l’avion retourne à Anacostia puis est transféré au Naval Proving Ground de Dahlgren, en Virginie pour des essais de bombardement. Le 20 septembre, la machine revient à Anacostia. Des essais de torpilles sont entrepris à Norfolk du 26 septembre au 10 octobre. Le 26 novembre, l’appareil doit rejoindre l’usine Douglas via la Naval Air Station North Island, en Californie. Le Lt. William V. David, Jr. assure le convoyage vers la côte ouest. Le seul incident notable de ce voyage provoquera plusieurs déclenchements d’alarme provenant de la tour de contrôle, l’appareil étant alors le premier à pouvoir manœuvrer au sol tout en repliant ses ailes grâce à son système hydraulique ! Le prototype arrive à North Island le 5 décembre pour y être remis au Bombing Squadron 5B (VB-5B) pour maintenance et préparations de dernière minute avant d’entreprendre des essais de qualification à bord du porte-avions USS Lexington. Le Lt Davis effectue le premier appontage sur le navire américain en attrapant avec brio le brin numéro 2. Avec le Lt. (jg.) George W. Anderson et le Lt. Stuart H. Ingersol, de l’U.S. Navy, les trois pilotes réalisent 13 atterrissages et décollages.
Le XTBD-1 revient sur la côte est des États-Unis en décembre 1935 et séjournera chez le constructeur Douglas pendant plus d’un an pour divers essais avant d’être libéré par l’Inspector of Naval Aircraft le 13 décembre 1936. Durant son séjour à Santa Monica, la verrière originelle est remplacée par un modèle bombé faisant penser à une serre avec un capot destiné à laisser libre la protection anti-crash située derrière le siège du pilote.
Le 21 décembre 1936, le XTBD-1 retourne à Anacostia pour évaluer les changements subis et enregistrer d’autres performances. Ces essais se poursuivent jusqu’au 21 février 1937, date à laquelle l’appareil rejoint Norfolk pour y subir des essais de mise en service accélérée. Ces essais s’achèvent le 10 avril, la machine étant ensuite livrée le 5 mai à la Pratt & Whitney Company pour des expérimentations. Il est ensuite envoyé à la Naval Aircraft Factory pour installation d’armement en novembre 1939. L’appareil rejoint N.A.S. San Diego le 15 avril 1940 pour y être révisé avant d’atteindre Dahlgren pour des essais supplémentaires. Il effectue un bref séjour à la NAF pour des essais de vibrations. Le 21 mars 1941, l’appareil retourne à Dahlgren et après un séjour de 5 mois, est envoyé à N.A.S. Norman, dans l’Oklahoma où il restera jusqu’au 10 septembre 1943, date de sa mise à la ferraille.
Les leçons apprises des essais du XTBD-1 pendant une période de 25 mois, d’avril 1935 à mai 1937, seront bien sûr adoptées sur les modèles de série.

## Le premier modèle de production
Le premier contrat de la Navy (No. 46330) attribué à Douglas pour des TBD concerne un lot de 114 appareils (Bu. No. 0268 à Bu. No. 0381) construits à l’usine de Santa Monica. Le premier appareil de production Bu. No. 0268 rejoint par les airs Anacostia le 25 juin 1937 avant de rejoindre Dahlgren le 17 juillet pour des tests de bombardement. L’appareil se révèle stable et fiable comme plate-forme de bombardement. Le 20 juillet, le Bu. No. 0268 rejoint la Naval Aircraft Factory pour des essais d’arrêt puis vole vers Norfolk le lendemain pour y subir des essais de torpillage et des tests de vol de nuit. Deux jours plus tard, l’appareil retourne à Anacostia et y séjourne jusqu’au 9 août 1937. La machine retourne à la Naval Aircraft Factory pour des essais additionnels puis effectue des allers-retours entre Newport et la Naval Aircraft Factory jusqu’en juin 1939. Au cours d’une période comprise entre le 25 juin 1937 et le 10 août 1937, l’appareil a accumulé 65 vols totalisant 54,8 heures de vol. Les pilotes affectés à son bord étaient : Lt.Cdr. R.E. Jennings, Lt.Cdr. J.F. Bolger, Lt. M.E.A. Gouin, Lt. J.M. Carson, Lt. C.B. Hutchins, Lt. C.H. Duerfeldt et Mr. E.W. Rounds.
Le TBD-1 emportait un équipage de 3 hommes, un pilote, un officier torpilleur ou bombardier et un opérateur de mitrailleuse et radio. L’officier torpilleur agissait comme opérateur radio et navigateur jusqu’au moment d’assumer son rôle de torpilleur. Durant une attaque à la torpille, il devait s'allonger sur le ventre sous le siège du pilote et regarder à travers deux ouvertures pratiquées sous l’appareil. Il était alors maître de l’appareil concernant sa vitesse, son altitude et sa position afin d’assurer le bon lancement de son engin. Comme de nombreux appareils navals de l’époque, il était équipé de dispositifs de flottaison dans les ailes assurant un déplacement de 1 550 kg d’eau de mer.
Le 14 août 1939, le TBD Bu. No. 0268 reçoit de la Naval Aircraft Factory deux flotteurs Edo pour être rebaptisé TBD-1A. Les essais débutent le 28 septembre 1939 à Newport, dans l’État de Rhode Island et base de torpilleur de l’U.S. Navy. Les essais s’achèveront à Newport le 6 mai 1943 avec deux brefs intermèdes à la Naval Aircraft Factory pour installer des dispositifs radio. Le 22 septembre 1943, les essais du TBD-1A sont suspendus, la machine étant démolie le lendemain.

## En service
L'appareil Bu. No. 0268 étant toujours affecté aux essais et le Bu. No. 0269 étant destiné à prendre le même chemin, la Navy doit recevoir le troisième appareil de production Bu. No. 0270. Le Torpedo Squadron 3 (VT-3), rattaché au porte-avions l’USS Saratoga (CV-3), est choisi pour recevoir le premier exemplaire de l’usine Douglas en novembre 1937. Juste après son premier atterrissage sur le pont du Saratoga, l’un des officiers présents ne peut s’empêcher de s’exclamer : « Il a tout sauf un évier de cuisine ». Bientôt, la VT-3 dispose d’un effectif de 8 appareils sous le commandement du Lt.Cdr. M.E. Crist.
Le 16 août 1938, la Navy commande 15 appareils de plus (Bu. No. 1505 à Bu. No. 1519) sous le contrat No. 62278. La même année, les TBD de la VT-3 prennent part à l’exercice annuel de la flotte. Le Saratoga procède au lancement de ses appareils d’une distance de 160 kilomètres de Pearl Harbor qui, en utilisant les mêmes tactiques que celles employées par les Japonais trois ans plus tard (le 7 décembre 1941), simulent une attaque des navires à l’ancre ainsi que les installations de Fort Island.
Le premier accident survient à cause du dispositif de repliage hydraulique des ailes. N’ayant sans doute pas vérifié la position de la commande sur « verrouillé », son appareil bascule sur le côté lors de l’envol, blessant mortellement le jeune enseigne à son bord. Les ailes des nouvelles machines du VT-3 posèrent également un certain nombre de problèmes en matière de corrosion durant les premiers mois d’utilisation.
La VT-2 de l’USS Lexington (CV-2) fut la deuxième unité à recevoir des TBD. L’appareil Bu. No. 0292 fut le premier à équiper l’unité en recevant le codage 2-T-9. En avril 1938, l’unité disposait de 21 machines.
La VT-5 de l’USS Yorktown (CV-5) reçut quant à elle son premier TBD en février 1938, le premier exemplaire étant le Bu. No. 0314 le 19 février 1938. En juin 1938, la VT-5 disposait de 20 machines sur ses listes.

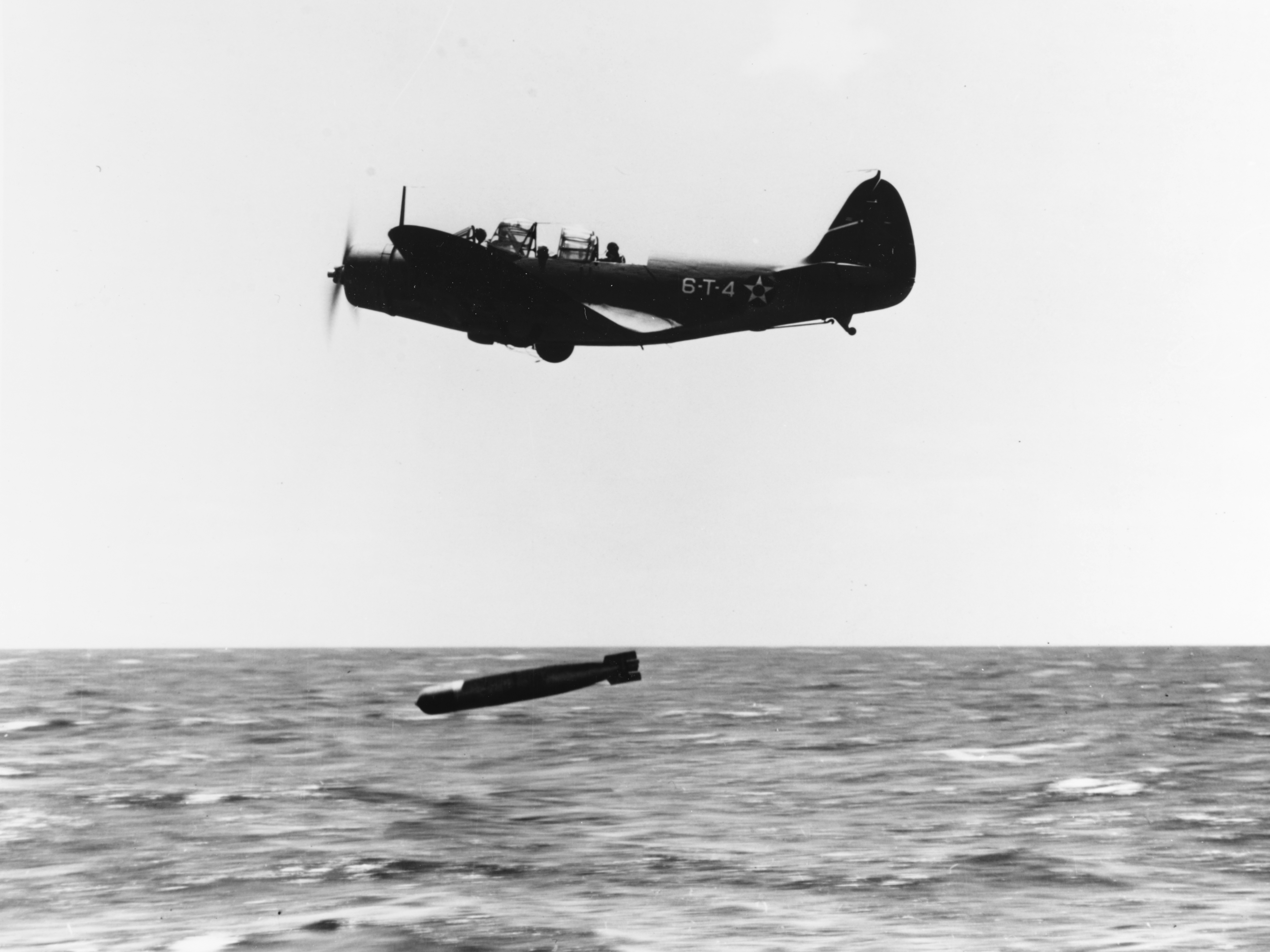
Un Douglas TBD-1 Devastator (BuNo 0325, "6-T-4") du "Torpedo squadron" VT-6 basé sur le porte-avions USS Enterprise (CV-6) à l'exercice, lancant une torpille "Mark" 13 le 20 octobre 1941.

La VT-6 de l’USS Enterprise (CV-6) reçoit officiellement son premier TBD-1 à Norfolk, en Virgine, en avril 1938. Le « Big E », comme fut appelé ce porte-avions au destin extraordinaire, recevra le principal choc des forces japonaises durant la première partie de la guerre du Pacifique.
La VT-8 touche ses premiers TBD le 14 octobre 1941 après avoir rétrocédé ses NAF SBN-1 à Norfolk, en Virginie. Le commandant de cette unité, le Lt.Cdr John C. Waldron, s’efforcera d’obtenir la perfection pour accomplir la mission de son squadron.
Les escadrons de torpillage n’avaient pas le monopole des TBD. Le 20 décembre 1940, la VS-71 de l’USS Wasp (CV-7) reçoit le premier de ses TBD. La VS-42 de l’USS Ranger (CV-4) prend également livraison de ses premiers TBD. L’Utility Squadron 3, rattaché à l’USS Rigel (AD-13), un destroyer de ravitaillement, utilisa le TBD-1 0342 du 19 mars 1940 au 4 avril 1940. Le 26 mars 1941, le Marine Scouting Squadron 2 basé à San Diego, reçut le TBD 1518 et le mit en œuvre comme remorqueur de cible jusqu’au 5 juin 1941, date de son transfert à la VT-3 de l’USS Saratoga (CV-3).
Le 17 décembre 1941, soit dix jours après l’entrée en guerre des États-Unis, la VT-4 est formée à bord de l’USS Ranger. Cette unité recevra 8 appareils jusqu’au 27 août 1942. Cette même unité recevra le Grumman TBF-1 en août 1942.
La VT-7 sur le Wasp reçut le premier de ses 4 TBD le 26 décembre 1941. À cause de l’exiguïté de son pont, le Wasp ne disposait de squadron de torpilleur avant le conflit. Mais après Pearl Harbor, il est jugé opportun d’embarquer une unité de torpilleur disposant du plus grand nombre d’appareils possible afin de fournir au groupe aérien une polyvalence aussi grande que possible.

## La bataille du Pacifique

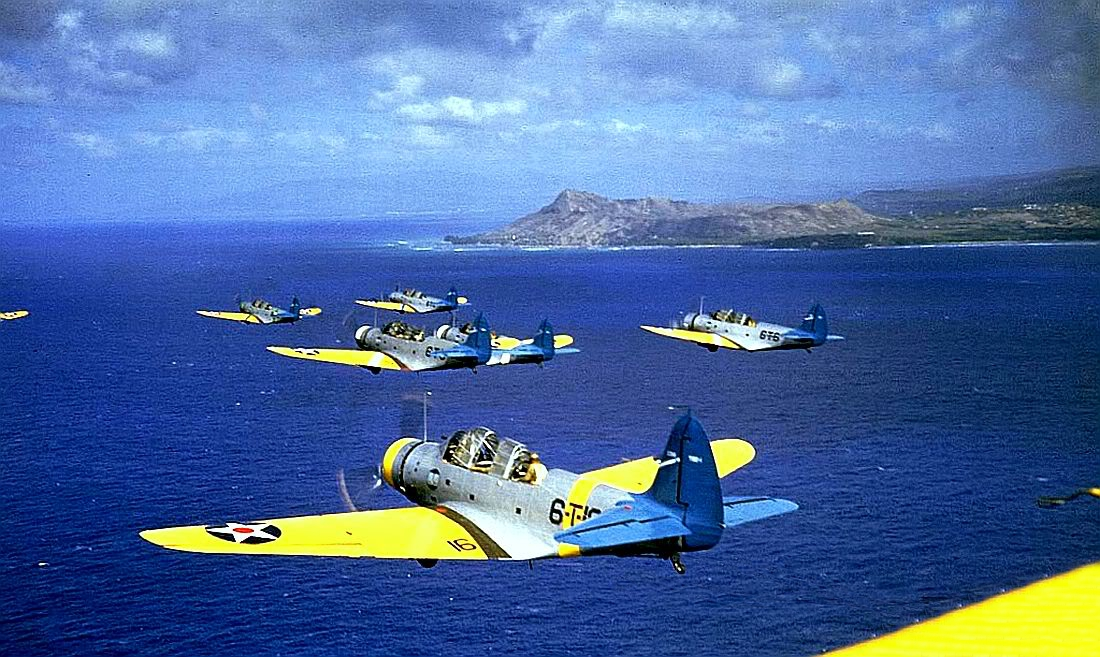
TBD-1 Devastators du Torpedo Squadron 6 (VT-6) à Hawaii, en 1941.

Au moment de l'attaque de Pearl Harbor, le 7 décembre 1941, le Devastator était déjà obsolète, on comptait alors 100 TBD pris en compte de la Navy. Sur ce total, seuls 69 exemplaires sont en service opérationnel avec la flotte américaine. Les premiers 6 mois de service de l’appareil en période de guerre allaient s’avérer être les derniers. Il réussit néanmoins à avoir des performances correctes au cours de quelques batailles. Ses performances au cours de la bataille de la mer de Corail furent bonnes et ce furent des Devastators qui coulèrent le 7 mai 1942 le Shōhō.

### Raid sur les îles Gilbert et Marshall
L’appareil prend part à la première action conduite par les Américains contre les Japonais. Le 1er février 1942, des machines des VT-5 et VT-6 venant de l’USS Yorktown et de l’USS Enterprise effectuent une attaque au lever du jour contre des îles occupées dans le Pacifique. Une première vague de 9 appareils TBD de l’Enterprise, armé chacun de trois bombes de 500 livres (environ 225 kg), cause des dommages importants à des navires à l’ancre dans le lagon de Kwajalein. Les avions, après avoir regagné l’Enterprise à 07 h 25, se réarment avec des torpilles pour attaquer de nouveau, au niveau de la mer cette fois, des navires japonais. Seuls trois appareils seront touchés par des tirs nippons. Le bilan de cette action s’établit à la destruction de deux navires de transport, à deux sous-marins, un croiseur léger et une canonnière endommagés ainsi que la neutralisation de deux cargos.
Les TBD de la VT-5 décollent du pont du porte-avions à 05 h 00 de ce même jour et mettent le cap sur Jaluit. Le mauvais temps s’avère ce jour-là un ennemi plus redoutable que les Japonais eux-mêmes. Les TBD enregistrent des coups au but contre un grand navire de transport, des petites embarcations ainsi que contre des installations portuaires. Plus tard ce même jour, la VT-6 bombarde le terrain d’aviation de Taroa en détruisant des avions au sol, un dépôt de munitions et de nombreux bâtiments.
Pour ces premiers raids aériens, les TBD n’enregistrent que quelques dégâts mineurs de la part des batteries antiaériennes de Kwajalein et de Jaluit.
La deuxième action menée par les TBD intervient le 24 février 1942. Des appareils de la VT-6 s’attaquent à Wake en larguant chacun 12 bombes de 100 livres (45 kg) (6 sous chaque aile) en phase de vol horizontal. Les Devastator endommagent 7 des 10 réservoirs de carburant situés sur la bande de terre de l’île Wilkes et retournent tous au porte-avions.

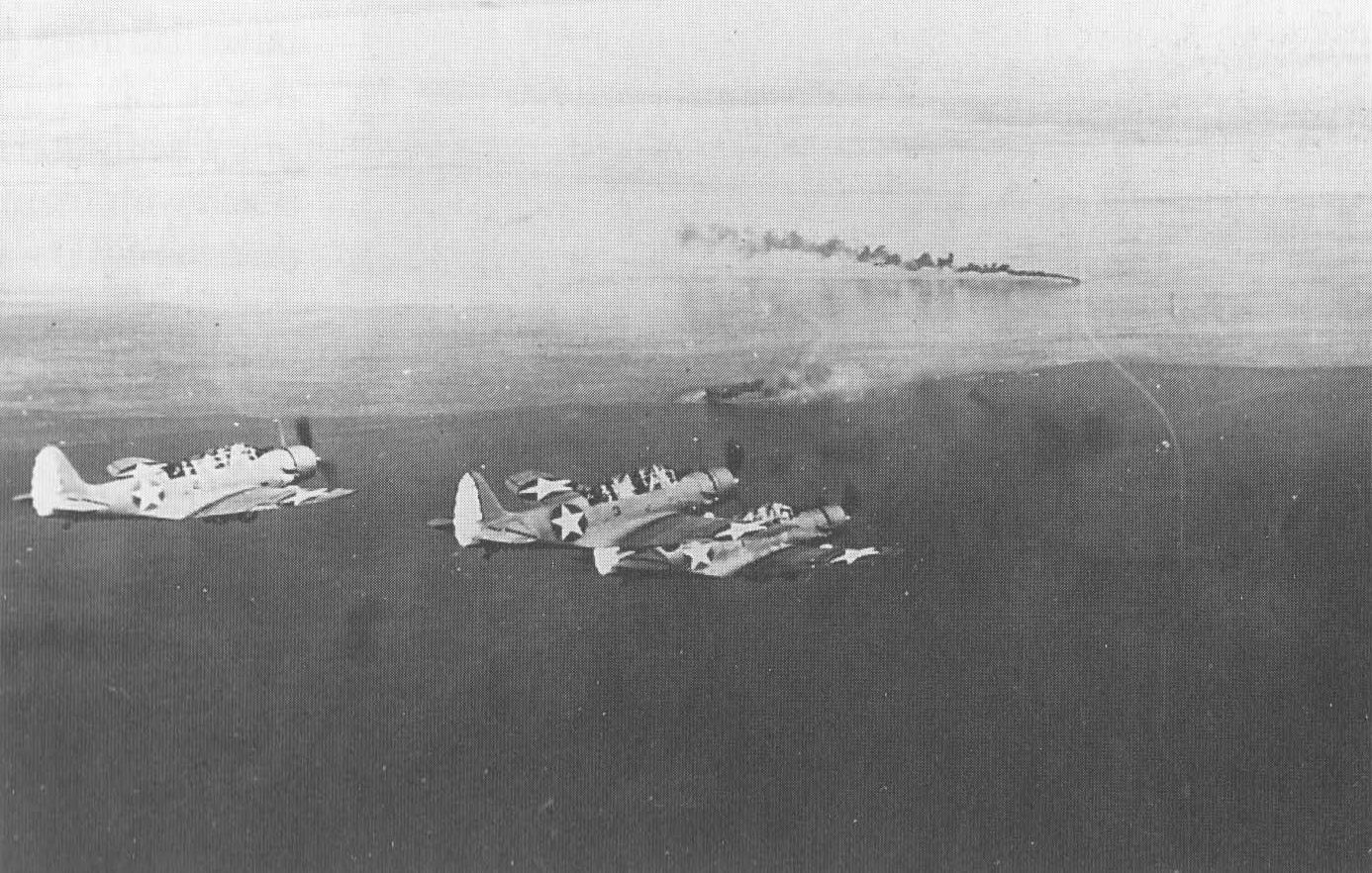
TBD du Yorktown dans le Golfe de Huon en mars 1942

Le raid de Wake est suivi le 4 mars 1942 par l’attaque contre les îles Marcus. La VT-6, accompagnée des VB-6, VS-6 et VF-6 attaquent les Japonais avant l’aube après avoir été guidés sur la majeure partie du parcours de 280 km par le radar de l’Enterprise.
Moins d’une semaine plus tard, le 10 mars 1942, les flottilles VT-2 de l’USS Lexington et VT-5 du Yorktown lancent une attaque contre Lae et Salamaua, en Papouasie-Nouvelle-Guinée. Les TBD larguent 25 torpilles contre des navires au port, détruisant ou endommageant 10 de ces navires. Les bombardiers reviennent tous sur leur porte-avions.

### Bataille de la mer de Corail
La bataille de la mer de Corail se déroule du 4 au 8 mai 1942. Elle est l'occasion pour les TBD d'obtenir leur plus grand succès militaire en contribuant à la destruction d'un porte-avions et à la mise hors combat d'un autre.
Les premiers appareils à entrer en action le 4 mai 1942 sont les 12 TBD de la VT-5 qui s'en prennent aux navires japonais amarrés dans le port de Tulagi, accompagnés de 28 SBD Dauntless. Conduits par le Lt.Cdr. Joe Taylor, les TBD coulent le dragueur de mines Tama Maru. Plus tard ce matin-là, la VT-5 effectue un second raid mais sans résultat. Aucun appareil n'est touché par les tirs ennemis.
Le 7 mai 1942 à 07 h 55, les TBD des VT-2 et VT-5, accompagnés d'appareils de deux autres groupes aériens, principalement des bombardiers en piqué et des chasseurs, attaquent le porte-avions léger Shōhō au large de Misima qui coule à 08 h 35 après avoir reçu 7 torpilles et 13 bombes. Le Shōhō est le premier porte-avions perdu par la flotte impériale japonaise durant la guerre du Pacifique.

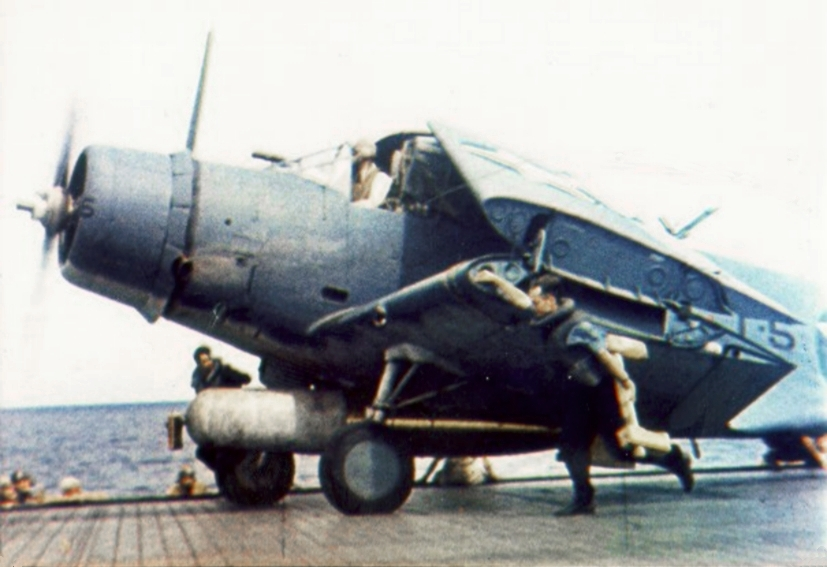
TBD du Hornet armé d'une torpille mark 13, le 15 Mai 42

Le matin du 8 mai, des avions de la VT-5 attaquent le porte-avions japonais Shōkaku. Leurs torpilles, lancées à trop grande distance, manquent leur cible ou n'explosent pas. De son côté, la flottille VT-2 attaque le Shōkaku mais sans rencontrer plus de succès.
Au soir du 8 mai, le bilan de la bataille laisse entrevoir un match nul entre Américains et Japonais, avec un porte-avions perdu de part et d'autre. En effet, l'USS Lexington succombe finalement aux coups des Japonais après la propagation d'un feu aidé par les couches successives de peinture appliquées sur ses flancs. À son bord sont également engloutis 36 appareils dont 19 TBD.

### La bataille de Midway
La bataille de Midway marque un point final à l'histoire opérationnelle du Douglas TBD Devastator. Au moment de son déclenchement, le 4 juin 1942, la marine américaine dispose d'une force d'avions-torpilleurs de 41 exemplaires répartis entre la VT-3 de l'USS Yorktown (12 appareils), de la VT-6 de l'USS Enterprise (14 appareils) et de la VT-8 sur l'USS Hornet (15 exemplaires). La seule unité ayant l'expérience du combat est la VT-6 commandée par le Lt.Cdr. Eugene E. Lindsey. Le commandant de la VT-3, le Lt.Cdr. Lance E. Massey, a connu le combat à bord d'un TBD à Kwajalein et à Wake, mais il est désormais le commandant d'une unité de pilotes pour la plupart inexpérimentés. La VT-8, quant à elle, n'a pas connu le combat jusqu'ici.
Le bilan sera terrible pour les unités de TBD engagées à Midway. On comptera un seul survivant parmi les navigants de la VT-8, trois survivants à la VT-6 tandis qu'à la VT-5, un seul appareil regagnera le pont du Yorktown.

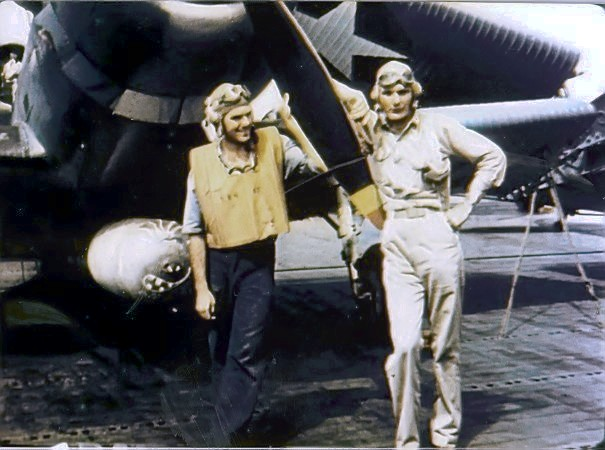
George Gay du VT-8

La journée noire entre toutes pour le TBD intervient le premier jour de la bataille, le 4 juin 1942. Décollant du pont de l'USS Hornet, les 15 TBD de la VT-8, menés par le Lt.Cdr. John C. Waldron mais sans escorte de chasse, rencontrent un véritable mur de ferraille émanant de l'une des plus puissantes forces navales japonaises jamais rassemblée. Les appareils qui ne sont pas abattus par la DCA constituent des cibles faciles pour les Zero pendant la phase d'attaque à la torpille. Après avoir été blessé et contraint d'évacuer son appareil, l'Enseigne George Gay sera le seul survivant de cette attaque. Aucun TBD n'a semble-t-il enregistré de coup au but. De leur côté, les SBD Dauntless parviendront à couler 4 porte-avions japonais, faisant de cette bataille une victoire américaine incontestable.
La dernière opération du TBD intervient le 6 juin 1942 lorsque les 3 appareils survivants de la VT-6 décollent en compagnie des SBD Dauntless et F4F Wildcat du groupe aérien de l'Enterprise pour mettre hors de combat les croiseurs japonais Mogami et Mikuma.
Le TBD demeurera en ligne au sein des VT-4 et VT-7 après la bataille de Midway. Les appareils survivants sont utilisés dans des missions d'entraînement avant de connaître une triste fin comme épave pour la formation et l'entraînement des pompiers.
Bien que devenus obsolètes au moment de ces premières batailles dans la guerre du Pacifique, les TBD ont montré combien l'U.S. Navy était désormais fortement dépendante de sa puissance aérienne. Ces appareils furent des pionniers de cette nouvelle forme de combat.

## Variantes
- XTBD-1 : Un seul prototype propulsé par un moteur Pratt & Whitney XR-1830-60 de 800 ch
  - Bu. No. 9720
- TBD-1 : 129 exemplaires, variante de production à moteur Pratt & Whitney R-1830-64 de 900 ch
  - Bu. No. 0268 à Bu. No. 0381
  - Bu. No. 1505 à Bu. No. 1519
- TBD-1A : le prototype XTBD-1 modifié avec deux flotteurs Edo